# LUV
A LUV Janet Jackson amerikai énekesnő harmadik kislemeze tizedik, Discipline című stúdióalbumáról. A dalt Rodney Jerkins, Dernst Emile, Tasleema Yasin és LaShawn Daniels írta, producerei Rodney Jerkins és Dernst Emile. A rádióadóknak 2008. február 11-én küldték el. Az Egyesült Királyságban, ahol az előző kislemez, a Rock with U nem jelent meg, ez Jackson második kislemeze az albumról.

## Fogadtatása
A Discipline albumról írt kritikájában az AllMusic a LUVot friss, vidám ritmusú dalként jellemezte, a Newsday pedig azt írta, „származhatna egy Ciara-albumról is, leszámítva a pár jellegzetes Jackson-dallamot.” A Digital Spy kritikusabb volt, véleménye szerint a dal szövege „harmatgyenge kezdeményezési kísérlethez” hasonló, melyeket „vacak, újrahasznosított ‘90-es évekbeli ritmus” fölött hallhatunk.
A LUV a 34. helyig jutott a Billboard Hot R&B/Hip-Hop Songs slágerlistáján, ezzel Jackson 43. Top 40 dala ezen a listán.

## Változatok
Promo CD kislemez (USA)
(ISLR16870-2)
1. LUV (Main Version) - 3:10
2. LUV (Instrumental) - 3:10

## Helyezések
| Slágerlista (2008)                           | Legmagasabb helyezés |
| -------------------------------------------- | -------------------- |
| USA Billboard Bubbling Under Hot 100 Singles | 2                    |
| USA Billboard Hot R&B/Hip-Hop Songs          | 34                   |
| USA Billboard Hot Adult R&B Airplay          | 19                   |